# بزبدین
بزبدین (به عربی: بزبدین) یک منطقهٔ مسکونی در لبنان است که در شهرستان بعبدا واقع شده‌است.